# بوی مرموز
«بوی مرموز» (انگلیسی: Scent of Mystery) یک فیلم به کارگردانی جک کاردیف است که در سال ۱۹۶۰ منتشر شد. از بازیگران آن می‌توان به دنهلم الیوت، پیتر لوری و الیزابت تیلور اشاره کرد.